# Lijst van burgemeesters van Morlanwelz

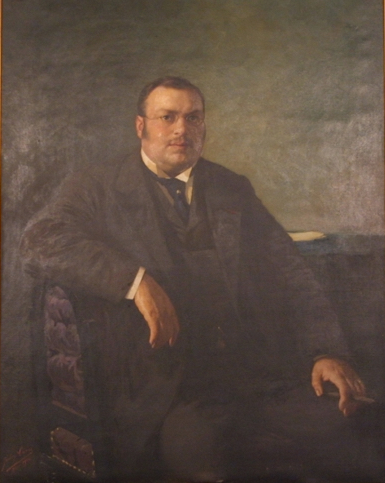
Raoul Warocqué, burgemeester van Morlanwelz van 1900 tot 1917 en stichter van het Koninklijk Museum van Mariemont.

Dit is de lijst van burgemeesters van Morlanwelz, een gemeente in de Belgische provincie Henegouwen.
- 1805-1830 : Nicolas Warocqué, liberaal.
- 1830-1836 : Joseph Paris, liberaal.
- 1836-1864 : Abel Warocqué, liberaal.
- 1864-1868 : Leon Warocqué, liberaal.
- 1868-1880 : Arthur Warocqué, liberaal.
- 1880-1887 : Abel Hélin, liberaal.
- 1888-1899 : Georges Warocqué, liberaal.
- 1900-1917 : Raoul Warocqué, liberaal.
- 1917-1921 : Jules Rondeau, liberaal.
- 1921-1932 : Eugène Berloz, socialist.Het stadhuis van Morlanwelz, gebouwd in 1895 in neogotische stijl, waar de zetel van de gemeenteraad is gevestigd.

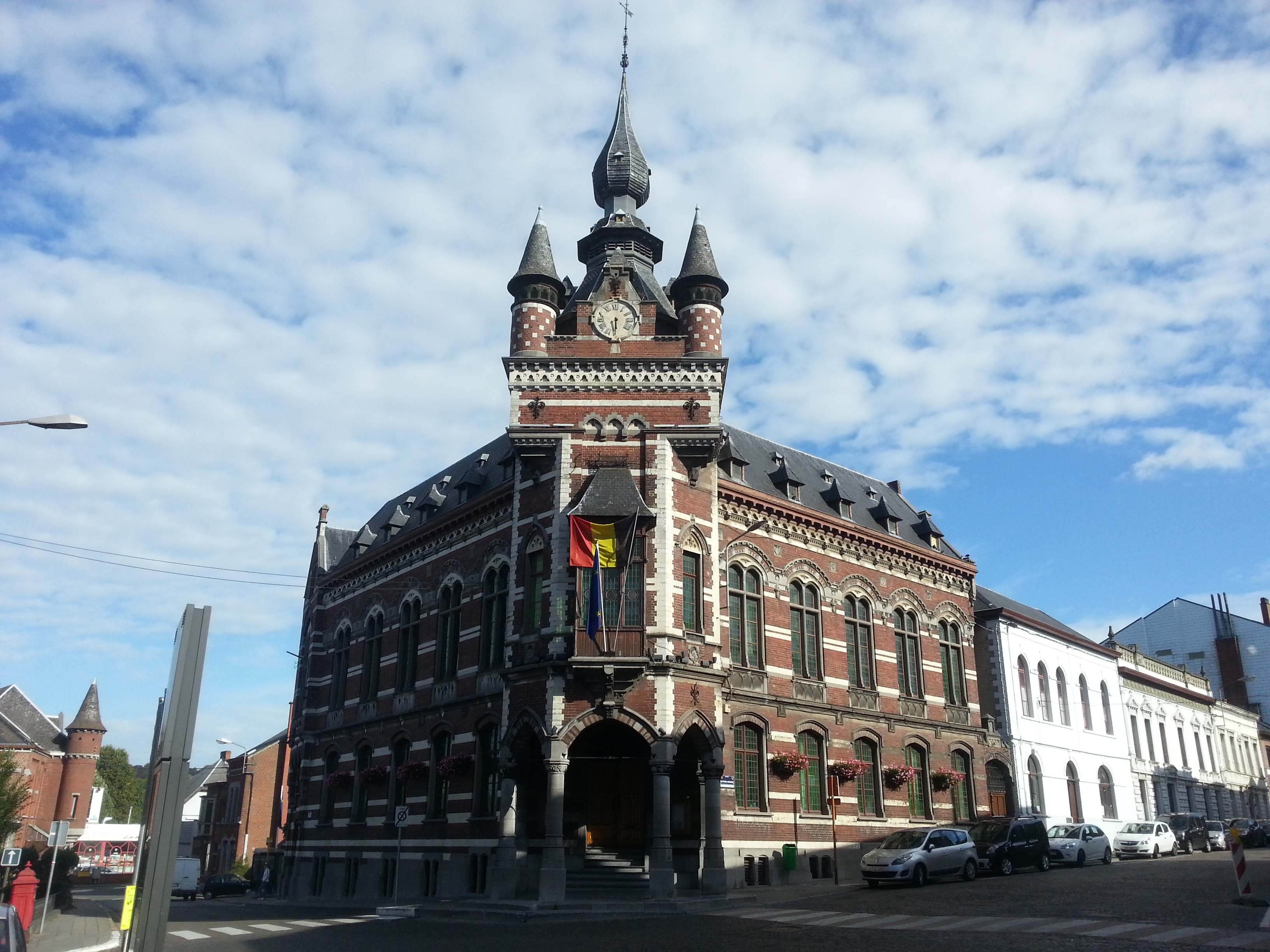
Het stadhuis van Morlanwelz, gebouwd in 1895 in neogotische stijl, waar de zetel van de gemeenteraad is gevestigd.

- 1932-1946 : Lucien Guinotte, liberaal.
- 1946-1970 : Lucien Joret, socialist.
- 1971-2000 : Nestor-Hubert Pécriaux[1], socialist.
- 2001-2012 : Jacques Fauconnier, socialist.
- 2012-2024 : Christian Moureau[2], socialist.
- 2024 : Josée Incannela[3],[4], socialist.
- 2024-heden: Jean-Charles Deneufbourg, socialist.